# Moonsault

Animacja ukazująca skok typu moonsault.

Moonsault (moonsault press lub backflip splash; pl. salto księżycowe) – technika akrobatyczna w wrestlingu, w której zawodnik wykonujący, odbijając się od narożnika (lub lin) ringu skacze na przeciwnika, wykonując przy tym technikę o nazwie backflip (przewrotkę, salto) do tyłu. Zawodnicy wykonujący ten rodzaj manewru muszą posiadać na ogół niski zakres wagowy (do 120 kg), gdyż manewr ten dla ciężkich zawodników jest szczególnie niebezpieczny dla zdrowia lub życia.
Za wynalazcę tego manewru uznaje się Mando Guerrero. W Japonii skok ten spopularyzował The Great Muta, a w Stanach Zjednoczonych Lanny Poffo. Wśród diw wrestlingu popularyzatorką tej techniki była Lita.

## Warianty moonsaulta

### Corkscrew moonsault
(pl. korkociągowy moonsault). Wrestler skacze z narożnika lub liny ringu, obracając się o 360° i wykonując w trakcie skoku wiele skrętów ciała. Tego manewru używała m.in. Charlotte.

### Corner moonsult
Standardowy skok typu moonsault wykonywany z narożnika ringu.

### Double jump moonsault
Wrestler wykonuje naskok na liny spajające narożnik (lub na sam narożnik) ringu po czym wykonuje tradycyjny moonsault.

### Triple jump moonsault
Moonsault wykonywany najczęściej przy użyciu stalowego krzesła. Wrestler przeskakuje po krześle na liny ringu, po czym odbija się od lin wykonując standardowy moonsault na przeciwniku. Tego manewru używał Sabu.

### Double moonsault
Podwójny moonsault wykonywany przez dwóch zawodników na jednym oponencie, bądź jednego zawodnika na dwóch przeciwników.

### Double rotation moonsault
Moonsault wykonywany z podwójnym saltem w powietrzu. Pierwsze salto wykonywane jest z obrotem o 360°, drugie zaś o 270° po czym wrestler ląduje brzuchem na oponencie. Manewr ten spopularyzował Ricochet. Wersję corkscrew tego skoku wykorzystywał również Jack Evans.

### Fallaway moonsault slam
Wrestler chwyta przeciwnika w sposób taki jak do rzutu typu powerslam, podnosi go, a następnie wykonuje z nim salto do tyłu. Manewru tego używał m.in. Scott Steiner.

### Moonsault slam
Nosi również nazwy Solo Spanish Fly lub moonsault side slam. Wrestler oplata przeciwnika jedną ręką za kark (przeciwnik stoi do zawodnika przodem) po czym wrestler wykonuje z oponentem przewrót do tyłu. Zawodnik wykonujący manewr ląduje na macie na brzuchu - przeciwnik z kolei na plecach. Manewr może być wykonany również na macie, choć na ogół wykonuje się go z narożnika ringu. Wykonawcami tego manewru byli m.in. John Morrison czy Sin Cara.

### Rounding moonsault
Nosi również inne miana takie jak: sideways moonsault, rolling moonsault, rounding splash czy Original-style moonsault. Wrestler skacze z narożnika ringu jednak nie wykonuje salta w tył (backflip) lecz w trakcie skoku obraca swoje ciało poziomo na bok lądując swoją klatką piersiową na przeciwniku. Wykonawczynią tego manewru była m.in. Alexa Bliss, która nadała mu nazwę Twisted Bliss. Dana Brooke z kolei używała tego manewru na leżących na macie oponentkach z wykorzystaniem rozbiegu.

### Split-legged moonsault
Wrestler odbija się udami od lin łączących jeden z narożników ringu, po czym wykonuje salto do tyłu lądując własną klatką piersiową na przeciwniku. Tego wariantu używali m.in. Rob Van Dam czy Naomi.

#### Split-legged corkscrew moonsault
Manewr split-legged moonsault jednak podczas salta wrestler wykonuje serię obrotów swoim ciałem jak przy manewrze corkscrew moonsault. Ten manewr został spopularyzowany przez Johna Morrisona, który wykonywał go jako finisher o nazwie Starship Pain.

### Springboard moonsault
Wrestler odbija się nogami od lin wykonując jednocześnie salto do tyłu. Ten manewr spopularyzował z kolei Chris Jericho, który nazwał ten manewr mianem Lionsault. W wrestlingu przyjęła się również inna nazwa na określenie skoku typu moonsault z lin ringu na przeciwnika (przeciwników) stojących poza ringiem. Taki skok został określony mianem Asai Moonsault i często wykonywany był przez japońskiego wrestlera noszącego imię Último Dragón.

### Standing moonsault
Standardowy moonsault wykonywany z miejsca (stojąc na macie ringu) na leżącego na macie przeciwnika.

### Moonsault double foot stomp
Wrestler wykonuje standardowy moonsault, z tym że nie ląduje na torsie przeciwnika i nie własną klatką piersiową, lecz dwiema stopami.

## Galeria

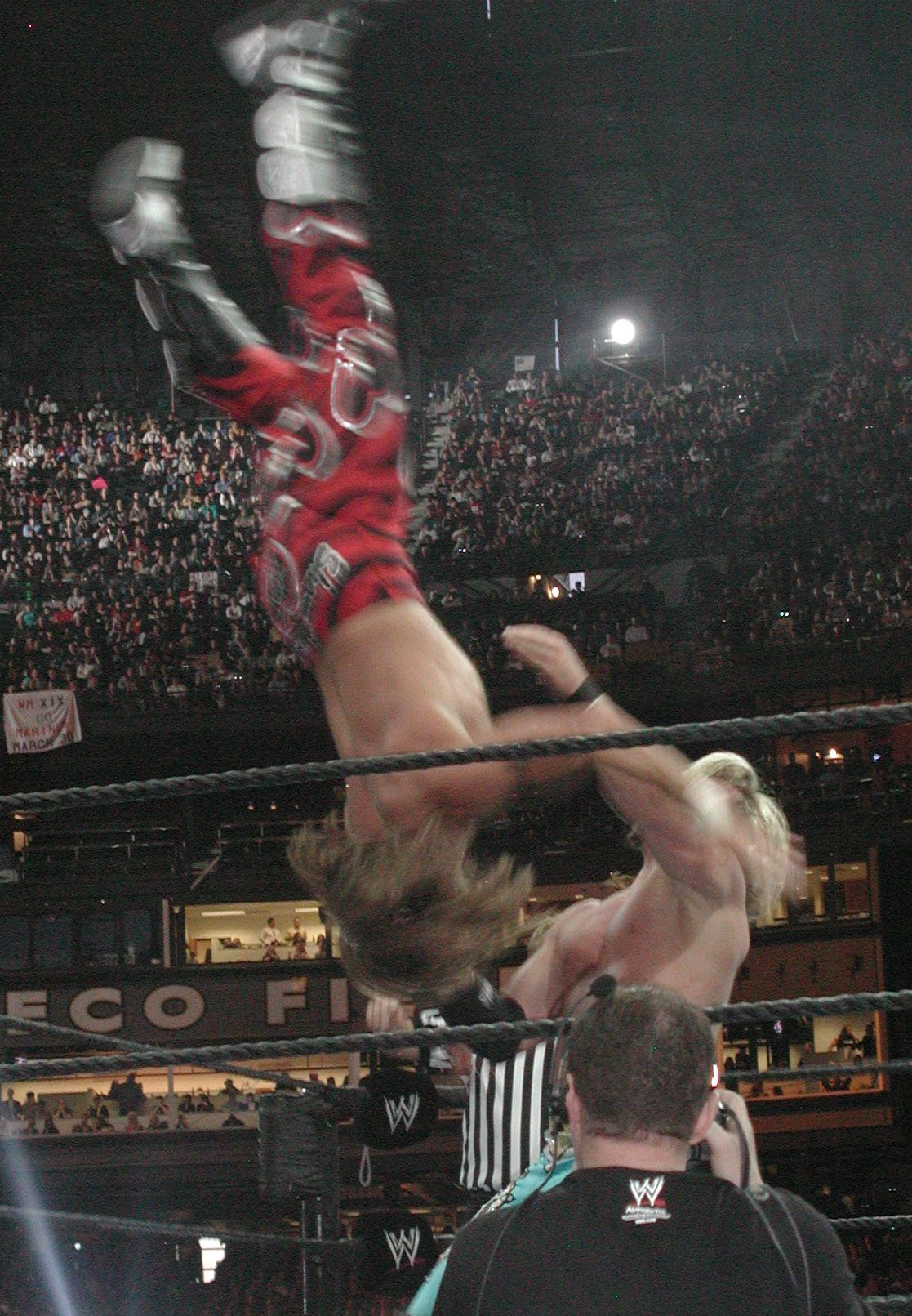
Shawn Michaels wykonujący moonsault na Chrisie Jericho.
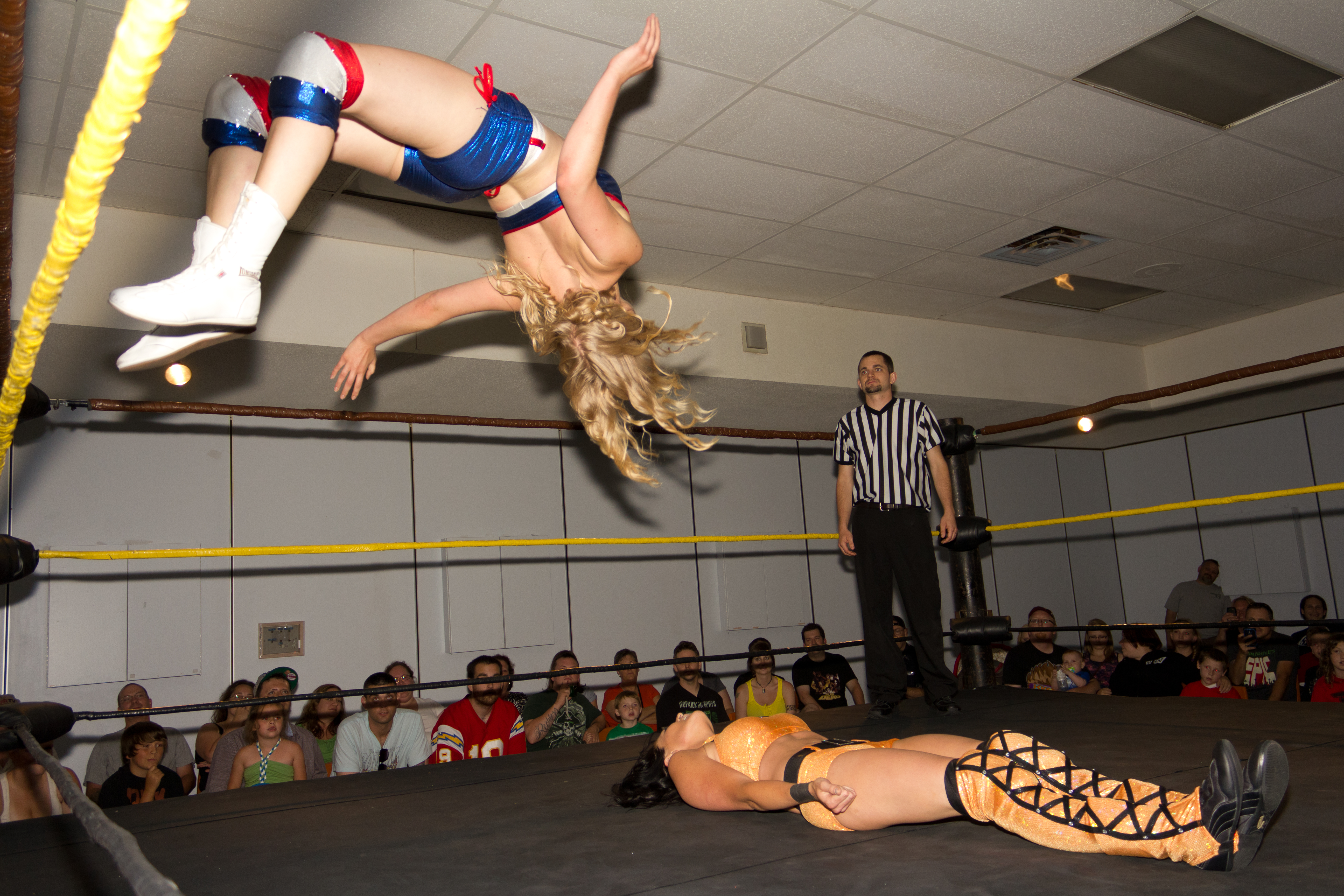
Springboard moonsault.
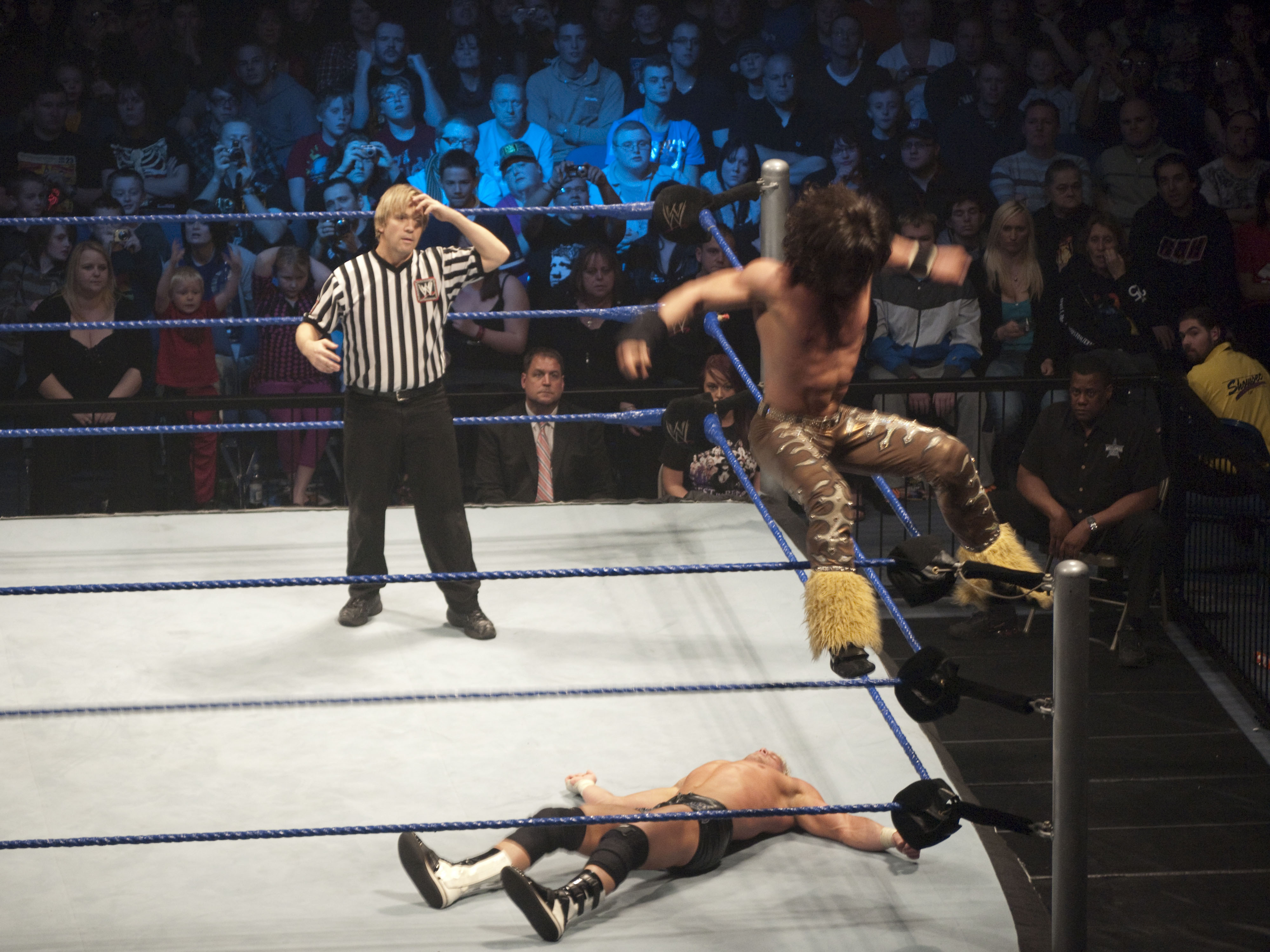
Split-legged corkscrew moonsault w wykonaniu Johna Morrisona.
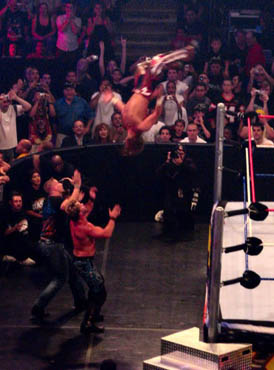
Moonsault z narożnika na przeciwników znajdujących się poza ringiem.
Animacja manewru Moonsault senton.